# Dasymutilla occidentalis
Dasymutilla occidentalis är en stekelart som först beskrevs av Carl von Linné.  Dasymutilla occidentalis ingår i släktet Dasymutilla och familjen sammetssteklar. Inga underarter finns listade i Catalogue of Life.

## Bildgalleri

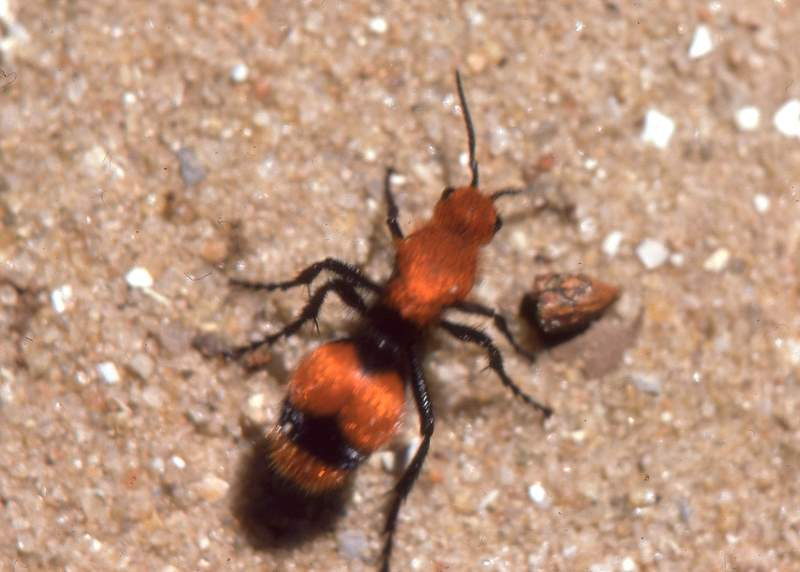
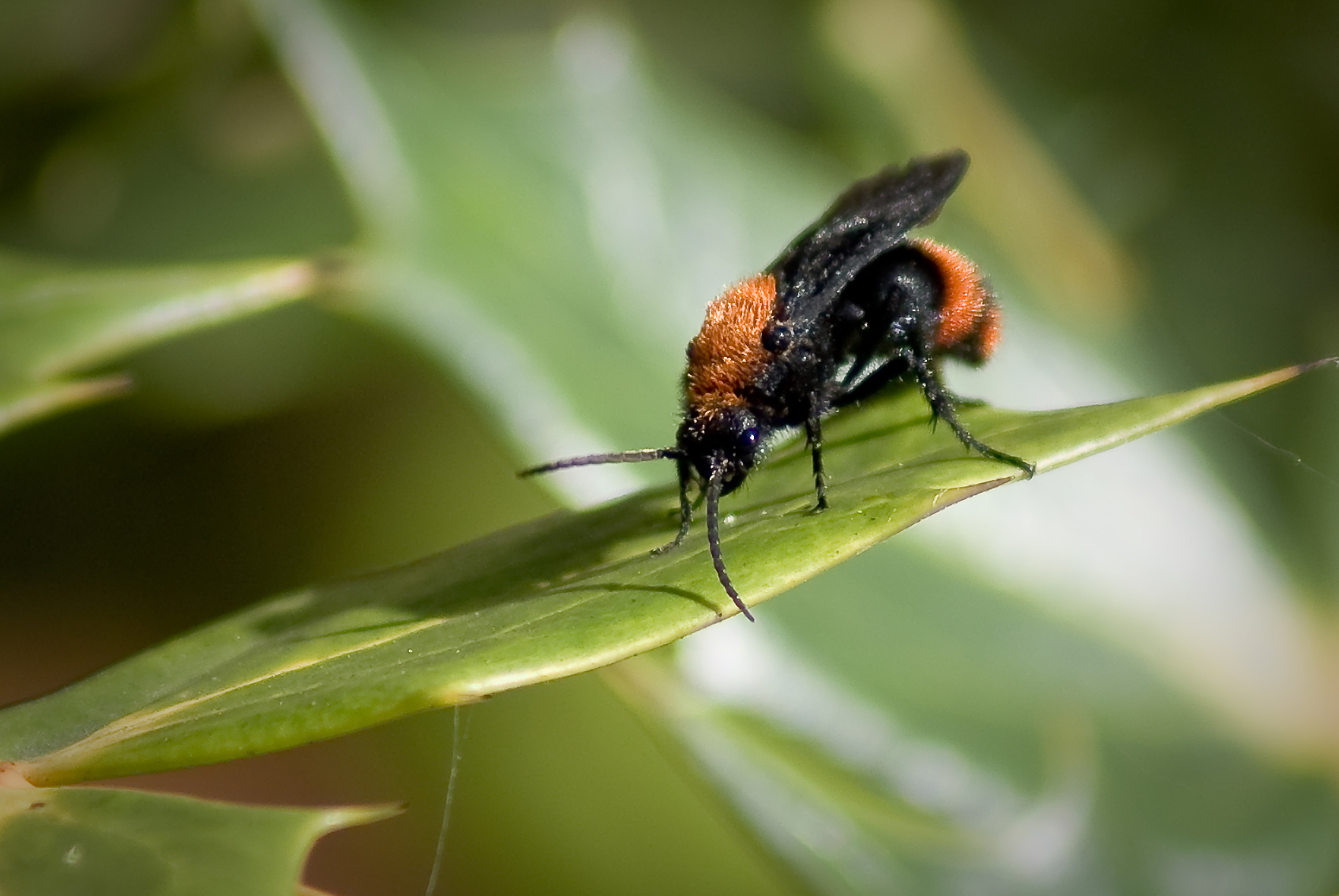
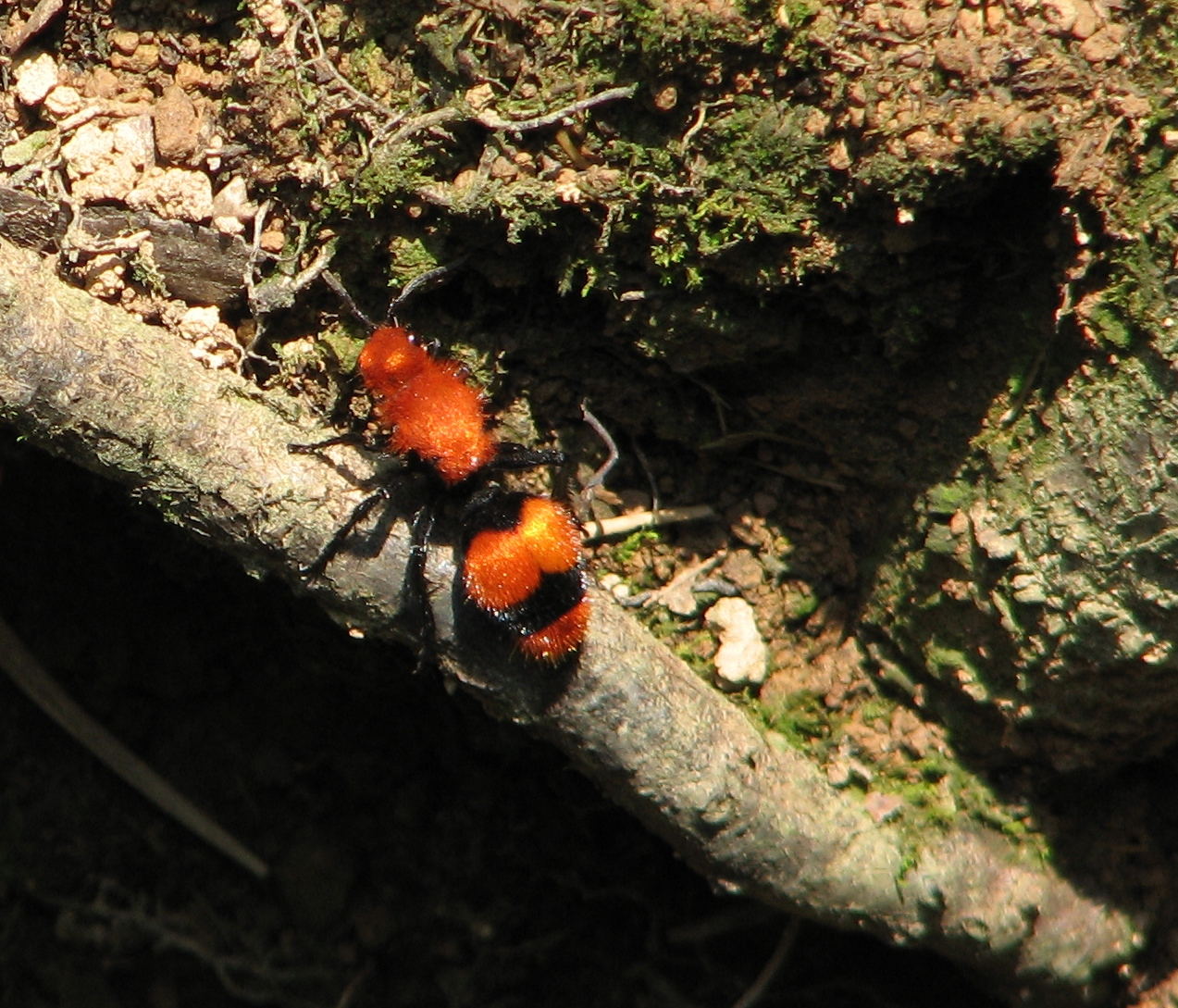
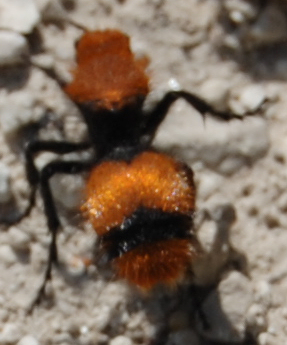
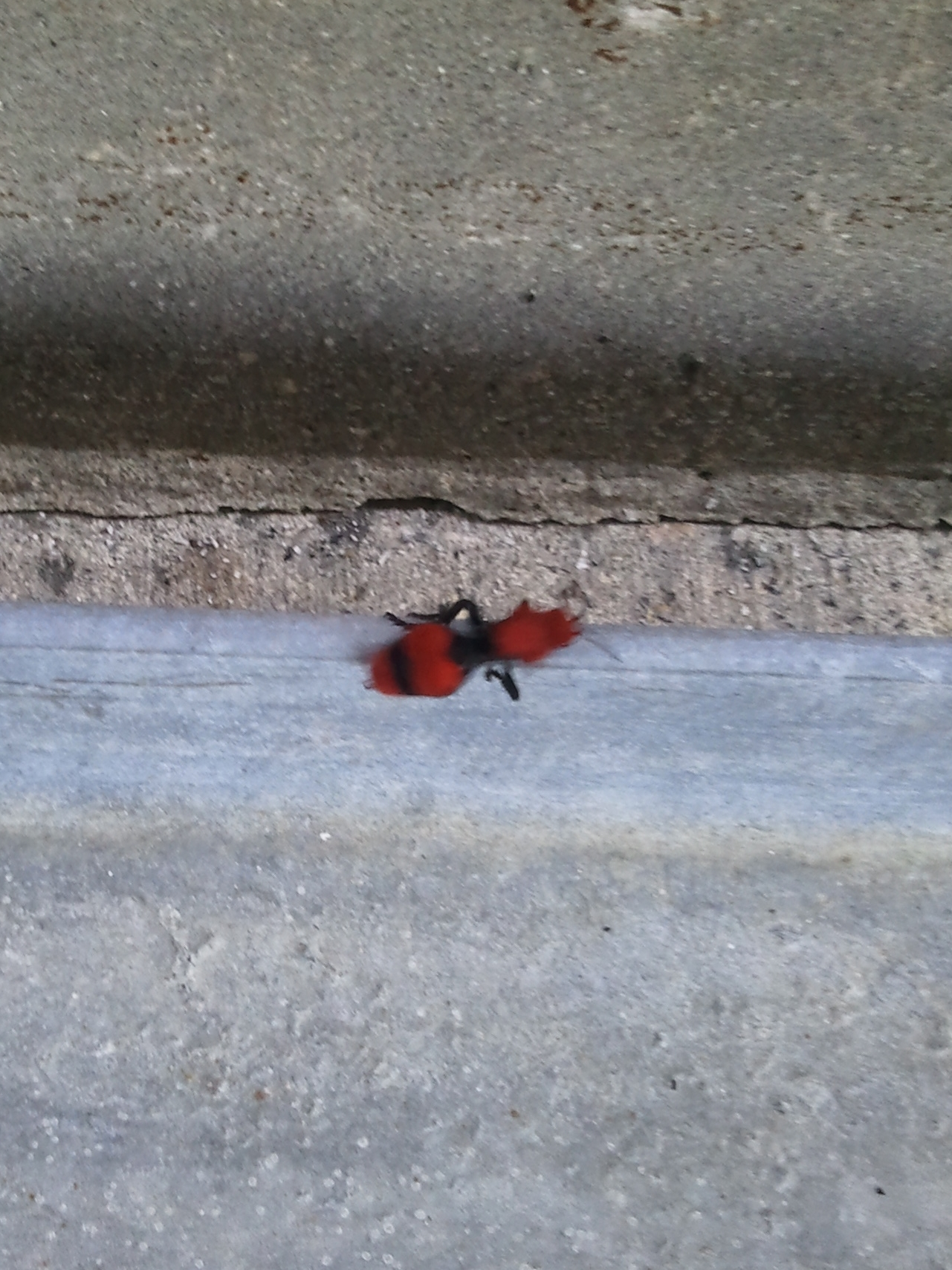